# بومة بتلر
بومة بتلر (الاسم العلمي: Strix butleri) (بالإنجليزية: Hume's Owl)‏، هو طائر ينتمي إلى بوم حقيقي (فصيلة: Strigidae)، وهي بومة صغيرة شاحبة اللون بعيون برتقالية مصفرّة ،ذات وجه أبيض والرأس يوجد عليه خطوط قاتمة وأخرى بيضاء والجزء العلوي من الجسم رملي إلى رمادي فاتح مع نقاط لونها بني غامق وهناك لون ذهبي إلى أصفر برتقالي في الظهر والجزء السفلي لبني مع خطوط بنية فاتحة والأرجل مغطاة بالريش وأصابع الأرجل رمادية والحلقة حول العينين برتقالية والعين والمنقار مصفر والأصابع رمادية .

## الموطن
تتوزع المناطق الجغرافية لإقامة بومة بتلر من وسط السعودية نزولاً إلى محافظة ظفار بسلطنة عمان , وتتميز بوجهها الدائري الأبيض وبلونها البني الشاحب، وتكثر في المناطق الصخرية وأحيانا بالقرب من المياه وكذلك بالأودية الغنية بالأشجار الشوكية والمباني القديمة، وتعتبر منطقة الرياض من المناطق المهمة لهذا النوع على مستوى السعودية.

## المعيشة والغذاء
تتغذى على القوارض كالجرابيع والجرذان والحشرات كالجراد ، ولهذا النوع من البوم القدرة على صيد الحشرات وهي طائرة ،كما تتغذى على  الزواحف كالسحالي وكذلك على الطيور الصغيرة .

## التكاثر
موسم التكاثر يبدأ في فبراير حيث تضع الأنثى بيضها في الفجوات والصدوع الصخرية، وقد يصل عدد البيض إلى 5 بيضات ، أما حضانة البيض فهي طويلة مقارنة بالأنواع الأخرى من البوم فهي تتراوح بين 34 و39 بواسطة الأنثى وتصل الفراخ لسن الطيران بين 30 و40 يوما .